# Love & Pain
Love & Pain är ett album av Eamon Doyle, utgivet 2006. Det finns tre olika versioner av albumet.

## Original
1. "Real Pro"
2. "(How Could You) Bring Him Home"
3. "Elevator"
4. "I Love Fuckin (When I Call)"
5. "Heatrise"
6. "Love Lovin U"
7. "Up & Down"
8. "My Time"
9. "By My Side"
10. "Ho-wop Sound (Hold Up)"
11. "Older" (feat. June Luva)
12. "Love & Pain"

## Version 2
1. "Real Pro"
2. "(How Could You) Bring Him Home"
3. "Elevator"
4. "I Love Fuckin (When I Call)"
5. "Heatrise"
6. "Love Lovin U"
7. "Up & Down"
8. "My Time"
9. "By My Side"
10. "Ho-wop Sound (Hold Up)"
11. "Older" (feat. June Luva)
12. "Love & Pain"
13. "Girlfriend" [Import Bonus Track]
14. "Fuck It (I Don't Want You Back)" [Import Bonus Track]

## Version 3
1. "Real Pro"
2. "(How Could You) Bring Him Home"
3. "Jezebel"
4. "Elevator"
5. "Theme From A Summer Place"
6. "I Love F**kin (When I Call)"
7. "Heatrise"
8. "Goin' In Circles"
9. "Love Lovin U"
10. "Up & Down"
11. "My Time"
12. "By My Side"
13. "Ho-wop Sound (Hold Up)"
14. "Older (Featuring June Luva)"
15. "Love & Pain"